# 蒂姆·费里斯
蒂姆·费里斯（Tim Ferriss，1977年7月20日—）是美国企业家、投资者、作家、播客創作者。 他曾出版《4小时自助》（4-Hour self-help）系列丛书，其中就包括《每周工 4小时》（The 4-Hour Work Week）、《4小时健身》（The 4-Hour Body）和《4小时大厨》（4-Hour Chef） 